# S&W M39に関連する作品の一覧
S&W M39に関連する作品の一覧は、アメリカ合衆国S&W社製の自動拳銃S&W M39に関連する作品の一覧である。

## 映画・テレビドラマ
『CSI:科学捜査班』
ウォリック・ブラウンがM5906を使用。
『CSI:マイアミ』
カリー・デュケーンがシーズン1-4までM3913を使用。
『HAWAII FIVE-0』
シーズン1においてチン・ホー・ケリーがM5906を、コノ・カラカウアがM3913 レディ・スミスを主に使用。
『あいつがトラブル』
南野陽子演じる美咲玲子がM39 デベルカスタムを使用。
『アンフェア』
雪平夏見（篠原涼子）がM3913 レディ・スミスを、安藤一之（瑛太）がM3913を使用。
『エイリアン2』
ジェニット・バスクエス上等兵が使用。
『科捜研の女』
『ガントレット』
主人公のベン・ショックリー刑事（クリント・イーストウッド）がラスベガス市警察から奪った拳銃としてM59が登場する。
『グリマーマン』
ジム・キャンベル刑事（キーネン・アイボリー・ウェイアンズ）が使用。
『刑事ナッシュ・ブリッジス』
エバン・コルテスがM659を使用。
『コマンドー』
カーチェイス中にサリーが車内から使用。
『コラテラル』
終盤にヴィンセントがメインアームのH&K USPを紛失し、代わりとして警備員のM59を奪って使用。ノバックサイトが装着されている。
『スタスキー&ハッチ』
デビッド・スタスキーがM59を使用。
『ターミネーター3』
T-Xがロサンゼルス市警察からM4506-1を奪い、ターゲットの暗殺に使用する。
『太陽にほえろ!』
神田正輝演じる「ドック」こと西條昭がM59を使用。シリーズで初めてオートマチックを使用した刑事でもある。作中、銃を捨てろと言われた西條がマガジンを捨て、油断した犯人をチャンバー内に残った1発で撃つシーンがあるが、M59にはマガジンセーフティーがあるため、実際にこのような使い方はできない。
『特捜最前線』
第80話「新宿ナイト・イン・フィーバー」ではM59が物語を牽引するキーアイテムに据えられている。
『ハロー!グッバイ』
水谷豊演じる伊達晋作がM59を使用。
『トゥルーライズ』
遊戯銃が登場。
『トレーニング デイ』
M4506が登場。
『バイオハザード』
J.D.サリナスがM5906を使用。
『バイオハザードII アポカリプス』
ジル・バレンタイン（シエンナ・ギロリー）が、M5946（ダブルアクションオンリーモデル）を使用。
『ファースト・ミッション』
カムの部下が使用。
『プレデター2』
ダニー・アーチュリータがタクティカルライト付きのM4506を使用。
『ポリス・ストーリー/香港国際警察』
チュウ・タオ率いる麻薬カルテルの構成員がM39を使用。
『ポリス・ストーリー3』
麻薬王、チャイバがメイに対してM59を突き付ける。タイ将軍の護衛の1人がM5906を所持しており、チャイバらに対して構える。
『マイアミ・バイス』
ソニー・クロケットがシーズン3-4でM645、シーズン5でM4506とM6906を使用。
『リーサル・ウェポン2/炎の約束』
ロジャー・マータフがM5906を使用。
『ルーキー』
ニック・パロブスキー（クリント・イーストウッド）がM4506を使用。
『レザボア・ドッグス』
ミスターホワイト（ハーヴェイ・カイテル）とミスターオレンジ（ティム・ロス）ミスターピンク（スティーヴ・ブシェミ）ミスターブロンド（マイケル・マドセン）がステンレスモデルのM659を使用。
また、ミスターホワイトはM639も使用。
ミスターピンクは使用はしてないがM6906をショルダーホルスターに入れていることが確認できる。

## 漫画・アニメ
『Angel Beats!』
死んだ世界戦線（SSS）のメンバー、日向が使用。
『Cat Shit One』
パッキーを始めとするキャットシットワンメンバーがMk.22を使用。
『ゲート 自衛隊 彼の地にて、斯く戦えり』
漫画版で、機動隊の銃器対策部隊が、渋谷に現れた異世界の兵士たちに対してM3913を使用する。
『こちら葛飾区亀有公園前派出所』
第37巻第1話「ニュー中川！の巻」にM659が登場。
『ザ・ファブル』
殺し屋の鈴木（偽名）がハッシュパピーを愛用する。
『鉄コン筋クリート』
木村がM6906を使用。
『ひぐらしのなく頃に解』
小此木がM39を使用。
『ブラックラグーン』
第4巻でレヴィの少女時代の回想シーンで登場。
『名探偵コナン』
アニメ27話・28話で犯人がM439を使用。原作9巻のエピソードを基にした話で、犯人がどのようにしてM439を入手したかという前日譚も描かれる。

## 小説
深見真の作品
『ヴァイス 麻布警察署刑事課潜入捜査』
主人公ら麻布警察署刑事課二係の刑事らがM3913を使用。
『ゴルゴタ』
警視庁捜査一課管理官の桑島警視が、M3913を四谷見附交差点での市街戦で使用。
大藪春彦の作品
『獣たちの墓標』
主人公西城秀夫が沖縄の演習場で、米軍ウェポンキャリアから盗出して使用。

## ゲーム
『Just Cause』
「Gallini M39 "Husher"」の名称で登場する。常にサプレッサーが装着されている。
『Phantom -PHANTOM OF INFERNO-』
ドライがM5906を使用（二丁拳銃）。
『VIETCONG: ベトコン』
『九龍妖魔學園紀』
主人公の武器として使用可能。3566が登場。
『コール オブ デューティ ブラックオプス』
DS版にサプレッサー付きのMk.22が登場。プレイヤーが使用できる。
『メタルギアシリーズ』
『メタルギアソリッド3』
『メタルギアソリッド ポータブル・オプス』
『メタルギアソリッド ピースウォーカー』
ネイキッドスネーク（ビッグ・ボス）をはじめ、プレイヤーが麻酔弾仕様のMk.22を使用できる。
『リトルバスターズ!』
クドリャフカが渡される。